# Jan Jansen
Johannes Hendrikus "Jan" Jansen (nascido em 26 de fevereiro de 1945) é um ex-ciclista holandês, ativo durante os anos 60 do século XX.
Jan nasceu em Basdorf e é irmão de Harrie Jansen, também ciclista olímpico.
Em 1968, Jan participou nos Jogos Olímpicos da Cidade do México, onde conquistou a medalha de prata na prova de tandem, fazendo par com Leijn Loevesijn.
Durante sua carreira, Jan ganhou nove campeonatos nacionais em diversas modalidades de ciclismo de pista.